# Centro di documentazione del mondo agricolo ferrarese
Il Centro di documentazione del mondo agricolo ferrarese è un museo di Ferrara situato a qualche chilometro dalla città, nel paese di San Bartolomeo in Bosco.
È stato inaugurato nel 1981 su iniziativa dell'imprenditore agricolo Guido Scaramagli insieme al Comune di Ferrara.
Il piccolo museo racconta l'evolversi della realtà agricola della provincia di Ferrara fra l'Ottocento e gli inizi del Novecento attraverso l'esposizione di oltre diecimila oggetti radunati in una vecchia casa rurale costruita attorno al 1950. Alla casa sono stati aggiunti altri due edifici all'interno dei quali sono stati ricostruiti alcuni ambienti come un ambulatorio medico, delle botteghe artigiane, un'aula scolastica e alcuni ambienti domestici. In un fienile limitrofo sono presenti due ateliers di burattinai oltre che a macchine agricole come aratri e carri.

## Galleria d'immagini

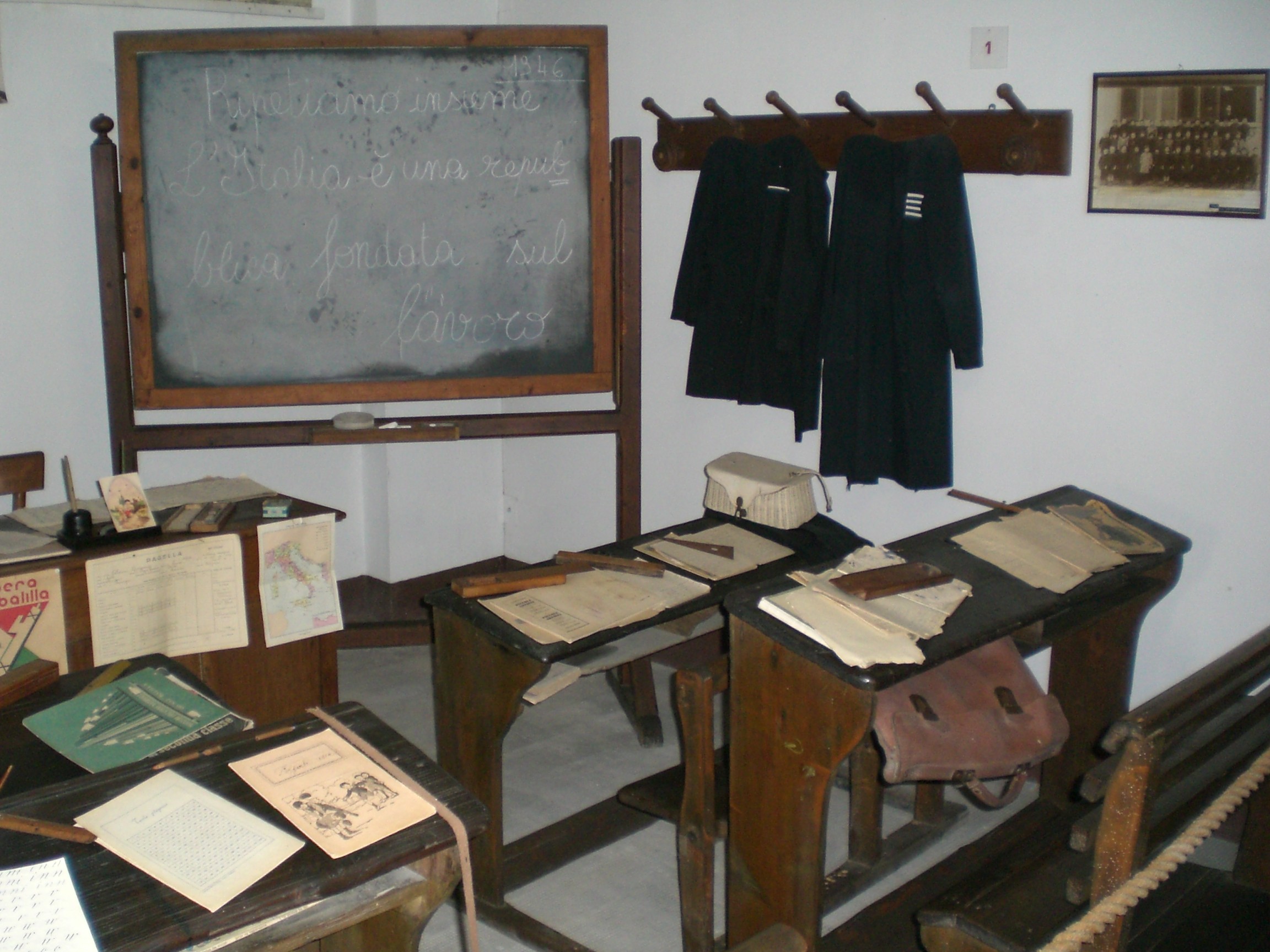
Ricostruzione di aula scolastica agli inizi del Novecento
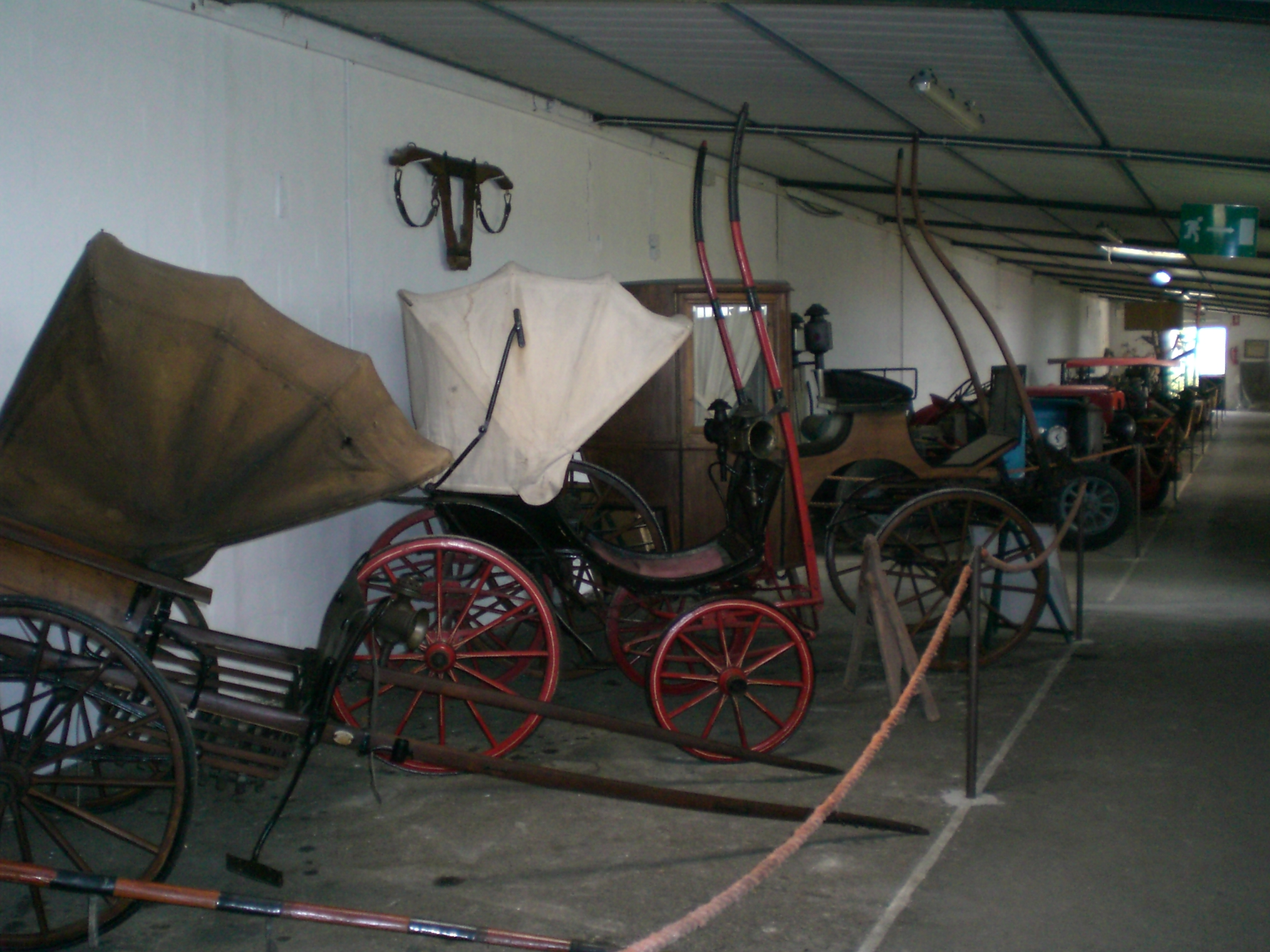
Calessi e carrozze degli inizi del Novecento